# Alfredo Sáenz (jesuita)
Alfredo Sáenz (Buenos Aires, 1932) es un filósofo, teólogo y sacerdote católico argentino, miembro de la Compañía de Jesús.

## Biografía
A los 17 años ingresó en la Compañía de Jesús, y obtuvo la licenciatura en Filosofía en el Colegio Máximo San José, de San Miguel, provincia de Buenos Aires. Fue ordenado sacerdote en 22 de diciembre de 1962. En la Universidad Pontificia romana de San Anselmo recibió el doctorado en Teología, con especialización en la Sagrada Escritura. Colaboró durante más de una década en la formación de los seminaristas de la Arquidiócesis de Paraná. Actualmente vive en Buenos Aires, en la Residencia Regina Martyrum, de la Compañía de Jesús. Es profesor de Dogma y de Patrística en la Facultad de Teología de San Miguel, de la Universidad del Salvador, en Buenos Aires. Y desarrolla una intensa actividad como conferenciante y escritor, así como predicador de retiros y de ejercicios espirituales.
Ha recibido los Doctorados honoris causa por la Universidad Católica de La Plata y por la Universidad Autónoma de Guadalajara.

## Obra
- Sáenz, Alfredo (2005). El Apocalipsis según Leonardo Castellani. Pamplona:Fundación Gratis Date. p. 45. ISBN 9788487903670.
- Sáenz, Alfredo (2005). La Cristiandad. Una realidad histórica. Pamplona:Fundación Gratis Date. p. 219. ISBN  9788487903687.
- Sáenz, Alfredo (2006). Antonio Gramsci y La Revolucion Cultural. Editorial Gladius. ISBN  9789509674790.
- Anacleto González Flores y la epopeya cristera
- Eucaristía: sacramento de la Unidad
- Misterio de Cristo y Misterio del Culto
- In persona Christi
- Héroes y santos
- Cristo y las figuras bíblicas
- El hombre moderno
- Serie "La nave de Pedro y las tempestades de la historia" compuesta de doce volúmenes: 
  - Tomo I: La Sinagoga y la Iglesia Primitiva. Las persecuciones del Imperio. El arrianismo.
  - Tomo II: La invasión de los bárbaros.
  - Tomo III: La embestida del Islam.
  - Tomo IV: La querella de las investiduras. La herejía de los cátaros.
  - Tomo V: El Renacimiento y el peligro de la mundanización de la Iglesia.
  - Tomo VI: La Reforma protestante.
  - Tomo VII: La Revolución Francesa 1: Revolución Cultural.
  - Tomo VIII: La Revolución Francesa 2: La Revolución desatada.
  - Tomo IX: La Revolución Francesa 3: cuatro pensadores contrarrevolucionarios.
  - Tomo X: El modernismo. Crisis en las venas de la Iglesia.
  - Tomo XI: La epopeya de la Vendèe.
  - Tomo XII: La gesta de los Cristeros.
- "El Fin de los Tiempos y siete Autores modernos".